# Triflorensia cameronii
Triflorensia cameronii  là một loài thực vật có hoa trong họ Thiến thảo. Loài này được (C.T.White) S.T.Reynolds mô tả khoa học đầu tiên năm 2005.